# Средно училище „Васил Левски“ (Крумовград)
Средно училище „Васил Левски“ е гимназия в град Крумовград, област Кърджали. Създадена е през 1914 г. Патрон на училището е Васил Левски. То е разположено на ул. „Опълченска“ № 1. През учебната 2024/2025 г. в него се обучават 1118 деца. От 2024 г. директор на училището е Здравка Пачева.

## История
Училището е приемник на първото училище в Кошукавак (днес Крумовград), открито през 1914 г. То се е наричало „Кошукавашко народно основно училище“, след това е носило имената „Княгиня Мария Луиза“ и „Христо Ботев“. Помещавало се в малка къща в старата част на града. През 1920 г. става прогимназия, а през 1935 г. се премества в нова сграда (към 2025 г. това е сградата на Професионалната гимназия по транспорт). На 15 септември 1945 г. е обявено за непълна Народна смесена гимназия. От 1964 г. училището е в нова съвременна сграда (в начален етап), а от 1982 г. – в сградата, където се помещава и днес.